# Auvilliers-en-Gâtinais
Auvilliers-en-Gâtinais – miejscowość i gmina we Francji, w Regionie Centralnym, w departamencie Loiret.
Według danych na rok 1990 gminę zamieszkiwało 280 osób, a gęstość zaludnienia wynosiła 14 osób/km² (wśród 1842 gmin Regionu Centralnego Auvilliers-en-Gâtinais plasuje się na 861. miejscu pod względem liczby ludności, natomiast pod względem powierzchni na miejscu 661.).